# Station Vilanova i la Geltrú
Vilanova i la Geltrú is een station van lijn 2 van de Rodalies Barcelona. Het is gelegen in de gelijknamige gemeente. Het station is niet alleen maar bereikbaar per Rodalies, maar ook met de Media Distancia en de zogeheten CatalunyaExpress.
's Nachts rijdt de NitBus N30 om de Rodalies te vervangen.
Passagiers die reizen met de Rodalies, kunnen gebruikmaken van de parkeerplaats, die in handen is van de spoorwegmaatschappij RENFE.
Vilanova i la Geltrú is tevens een van de eindstations.
De meeste treinen eindigen hun reis in Sant Vicenç de Calders, maar in de spits stoppen enkele treinen op dit station.
Het station bevindt zich in zone 4A, voor RENFE zone 4.

## Lijnen
| Eindbestemming                  | Vorig station | Lijn | Volgend station | Eindbestemming    |
| ------------------------------- | ------------- | ---- | --------------- | ----------------- |
| eindpunt Sant Vicenç de Calders | Cubelles      |      | Sitges          | Granollers Centre |